# فتح علي خان خويسكي
فتح علي خان إسكندر خان أوغلو خويسكي (الأذرية: فتحعلی خان اسکندر خان اوغلی خویسکی (7 كانون الأول [بالتقويم القديم: 25 تشرين الثاني
] 1875 – 19 حزيران 1920 م) كان محاميًا أذربيجانيًا، وعضوًا في مجلس الدوما الثاني للإمبراطورية الروسية، ووزيرًا للداخلية، ووزيرًا للدفاع، وفي وقت لاحق أول رئيس وزراء لجمهورية أذربيجان الديمقراطية المستقلة.

## الحياة المبكرة
وُلد فتح خان اسكندر خان أوغلو خويسكي في 7 كانون الأول [بالتقويم القديم: 25 تشرين الثاني
] 1875 في نوخا (شاكي الحالية) لعائلة إسكندر خان خويسكي النبيلة، وهو عقيد في الجيش الروسي. هزم جده الأكبر جعفر قلي خان خوي على يد الشاه الإيراني فتح علي شاه وتراجع مع جيشه المكون من 20 ألف جندي إلى إتشميادزين. في الحرب الروسية الفارسية 1804-1813، انحاز جعفر قولي خان إلى الإمبراطورية الروسية، ولذلك كافأه القيصر ألكسندر الأول بتعيينه خانًا لخانات شاكي، ورفع رتبته إلى مقدم.

## طالع أيضًا
- المجلس الوطني الأذربيجاني[الإنجليزية]
- قائمة وزراء الداخلية في أذربيجان[الإنجليزية]

## روابط خارجية
- مؤسسو الجمهورية: فتح علي خان خويسكي